# ケプラー10
ケプラー10（以前はKepler object of interestにおける名称であるKOI-72として知られていた）とは、地球からりゅう座の方向に607光年 (186 pc) 離れた位置に存在する太陽に似た恒星である。ケプラー10はNASAのケプラー宇宙望遠鏡による観測でトランジットを起こす小さな太陽系外惑星を持っている可能性がある最初の恒星として特定され、より詳細な観測の対象となった。ケプラー10は太陽よりわずかに質量が小さく、温度も低いが、サイズはわずかに大きい。推定年齢は119億年で、ケプラー10の年齢は太陽の2.3倍である。
ケプラー10は、少なくとも3つの惑星からなる惑星系を持っている。ケプラー10bは、8か月の観測の末に発見され、2011年1月10日に発表された紛れもない初の岩石惑星である。この惑星は主星の周囲を0.8日で一周し、密度は鉄と同程度である。2つ目の惑星ケプラー10cは、スピッツァー宇宙望遠鏡によるフォローアップ観測を経て、2011年5月23日に確認された。観測データによると、公転周期は42.3日で、半径は地球の2倍以上であるが、当初は密度が高いと考えられていたため、2014年6月時点で発見された最大かつ最も質量が大きい岩石惑星となっていた。しかし、精密な質量測定により、より典型的な揮発性物質に富んだ惑星であることが判明した。3つ目の惑星ケプラー10dは、ドップラー分光法を用いた観測によって2023年に発見された。
| 太陽 | ケプラー10 |
| ---- | ---------- |
| 太陽 | Exoplanet  |

## 名称と歴史
ケプラー10は、地球に対して主星の前を通過（トランジット）する地球のような惑星を探索するために設計されたNASAのケプラー宇宙望遠鏡によって観測され、実際に惑星の存在が確認された10番目の惑星系であったことからその名が付けられた。主星の前を惑星が通過するとき、主星はわずかに暗くなる。この周期的な減光はケプラー宇宙望遠鏡によって記録される。2009年5月から2010年1月までの8か月間の観測の後、ケプラーチームはケプラー宇宙望遠鏡によって発見された最初の岩石系外惑星としてケプラー10bの発見を公表した。ケプラー10は、ケプラー宇宙望遠鏡による観測で周囲を小さな惑星が公転していることが判明した最初の恒星であった。そのため、ハワイのW・M・ケック天文台の望遠鏡によるフォローアップ観測が優先された。過去にも岩石系外惑星の可能性があるものは多数発見されていたものの、ケプラー10bは確実に岩石系外惑星として発見された最初の惑星であった。
ケプラー10bの発見は、2011年1月10日にシアトルで開催されたアメリカ天文学会の冬季会議で発表された。2011年5月23日、ボストンで開催された第218回AAS会議でケプラー10cの存在が確認されたと発表された。

## 特徴
ケプラー10は太陽のようなG型の恒星である。質量は0.895（±0.06）M☉、半径は1.056（±0.021）R☉で、太陽よりも質量が約10%小さく、半径は5%大きい。ケプラー10の金属量は、[Fe/H]（恒星に含まれる鉄の量）で測定すると-0.15（±0.04）である。つまり、ケプラー10は太陽の約70%の金属含有量があることになる。金属量は惑星の形成に大きな役割を果たしており、惑星が形成されるかどうか、またどのような種類の惑星が形成されるかを決定する。さらに、ケプラー10の年齢は119億歳とされており、有効温度は5627 (± 44) Kと推定されている。なお、太陽は46億年とケプラー10より若く、有効温度は5778 Kと高温である。
ケプラー10は地球から186 pc離れた位置にあり、これは約607光年に相当する。また、ケプラー10の見かけの等級、つまり地球から見た明るさは10.96であるため、肉眼では観測できない。

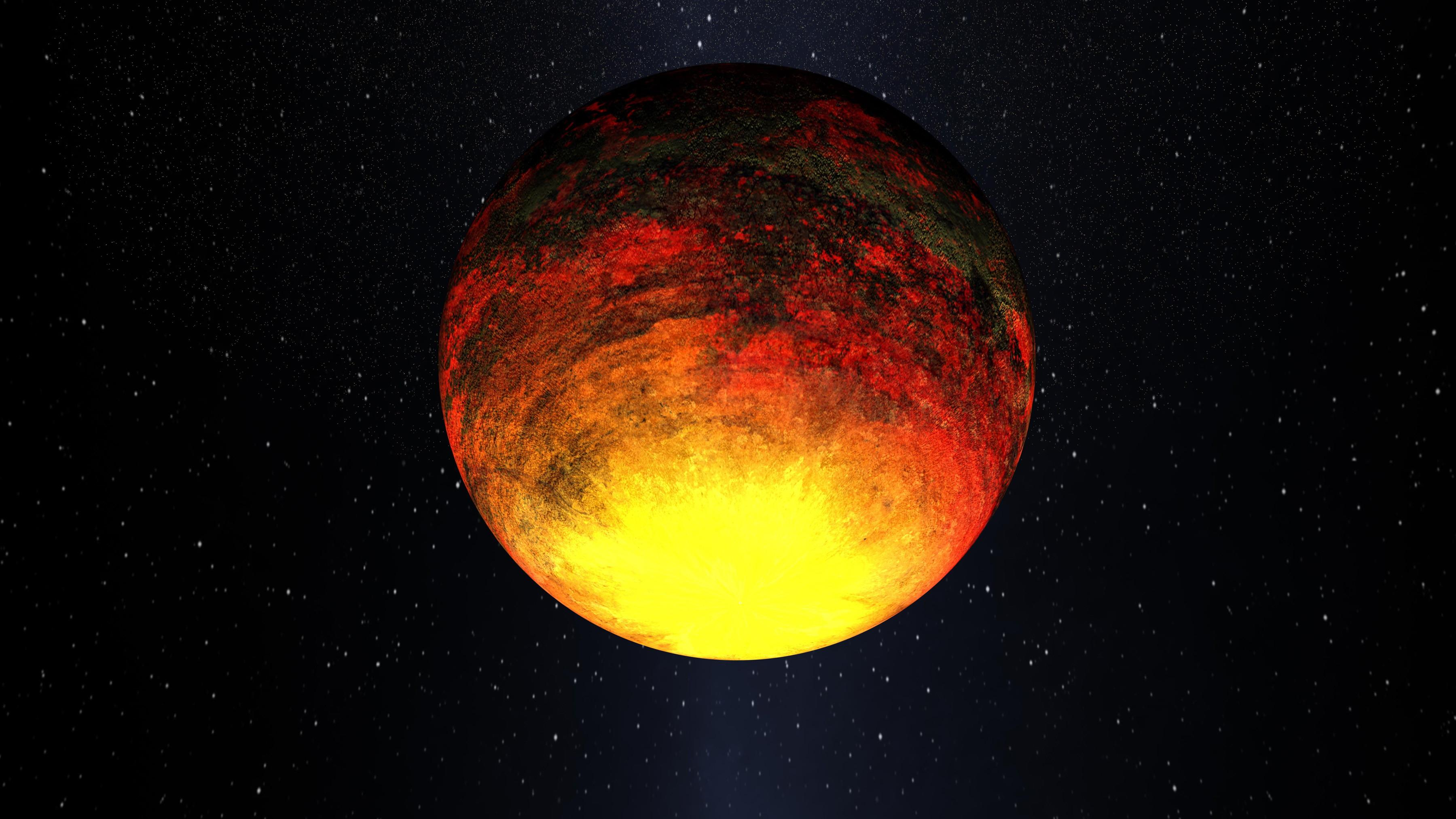
ケプラー10bの想像図

## 惑星系
通常の太陽系外惑星の命名法により、ケプラー10の周囲を公転していることが確認された最初の惑星はケプラー10bと呼称される。2011年に発表されたこの惑星は、太陽系外で確認された最初の岩石惑星であった。ケプラー10bの質量は地球の3.33（±0.49）倍、半径は地球の1.47（+0.03
−0.02）倍である。この惑星は、主星から0.01684 au離れており、0.8375日で軌道を一周する。この惑星は主星に非常に近い軌道を公転しているため、軌道離心率はほぼ0である。したがって、この惑星は極めて円形に近い軌道を描いている。
ケプラー10cもNASAのケプラー宇宙望遠鏡による観測で発見され、ケプラー10の周囲を公転する2番目の太陽系外惑星となった。当初、このケプラー10cのドップラー分光法による観測では、質量は地球の17.2（±1.9）倍、半径は2.35倍と推定され、2014年時点では最大の岩石惑星であった。ケプラー10cは、45.29日ごとに主星から0.24 au離れた軌道を一周している。しかし、2017年7月、HARPS-NおよびHIRESによるより詳細な観測データにより、ケプラー10cの質量は当初考えられていたよりもはるかに小さく、質量は7.37+1.32
−1.19 M🜨で、平均密度は3.14 g/cm3であることが判明した。これは、ケプラー10cは主に岩石で構成されているのではなく、ほぼ完全に揮発性物質、主に水で構成されていることを示唆している。
2016年、公転周期が約102日である第3惑星候補がトランジットタイミング変化法によって検出され、暫定的にKOI-72.Xと命名された。2023年には、ドップラー分光法による観測で第3惑星ケプラー10dの存在が確認された。この惑星の公転周期は151日で、最小質量は地球の約13倍である。
| 名称 （恒星に近い順） | 質量           | 軌道長半径 （天文単位） | 公転周期 (日)       | 軌道離心率  | 軌道傾斜角     | 半径                  |
| --------------------- | -------------- | ----------------------- | ------------------- | ----------- | -------------- | --------------------- |
| b                     | 3.26±0.30 M⊕   | 0.01685±0.00013         | 0.8374907±0.0000002 | 0           | 84.8+3.2 −3.9° | 1.470+0.030 −0.020 R⊕ |
| c                     | 11.4±1.3 M⊕    | 0.2410±0.0019           | 45.294301±0.000048  | 0.130±0.050 | 89.623±0.011°  | 2.355±0.022 R⊕        |
| d                     | ≥12.68±2.24 M⊕ | 0.5379±0.0044           | 151.04±0.45         | <0.26       | —              | —                     |